# Liscomb (Iowa)
Liscomb es una ciudad ubicada en el condado de Marshall en el estado estadounidense de Iowa. En el Censo de 2010 tenía una población de 301 habitantes y una densidad poblacional de 118,23 personas por km².

## Geografía
Liscomb se encuentra ubicada en las coordenadas 42°11′28″N 93°0′22″O / 42.19111, -93.00611. Según la Oficina del Censo de los Estados Unidos, Liscomb tiene una superficie total de 2.55 km², de la cual 2.55 km² corresponden a tierra firme y (0%) 0 km² es agua.

## Demografía
Según el censo de 2010, había 301 personas residiendo en Liscomb. La densidad de población era de 118,23 hab./km². De los 301 habitantes, Liscomb estaba compuesto por el 93.02% blancos, el 0% eran afroamericanos, el 0% eran amerindios, el 2.99% eran asiáticos, el 0% eran isleños del Pacífico, el 2.66% eran de otras razas y el 1.33% pertenecían a dos o más razas. Del total de la población el 1.99% eran hispanos o latinos de cualquier raza.